# Кардано (блокчејн платформа)
Кардано (Cardano) је блокчејн платформа за смарт-контракте, коју су створили IOHK i Чарлс Хоскинсон.
Платформа је започела развој 2015. године, а је покренута  2017. Унутрашња криптовалута Кардано је дебитовала 2017. године са тржишном капитализацијом од 600 милиона долара, у априлу 2021. године капитализација криптовалуте износила је 39,8 милијарда долара. Кардано је једна од десет највећих криптовалута у погледу капитализације на свету.
Криптовалута Кардано се назива АДА (ADA) по Ади Лавлејс, а платформа по Ђироламу Кардано.
Платформа Кардано користи свој сопствени блокчејн под називом  Cardano Settlement Layer (CSL). Платформа опционално може да укључи шифроване метаподатке у блокчејн , што омогућава интеракцију са државним регулаторима, задржавајући у довољној мери приватност власника криптовалута.